# 萧太后河

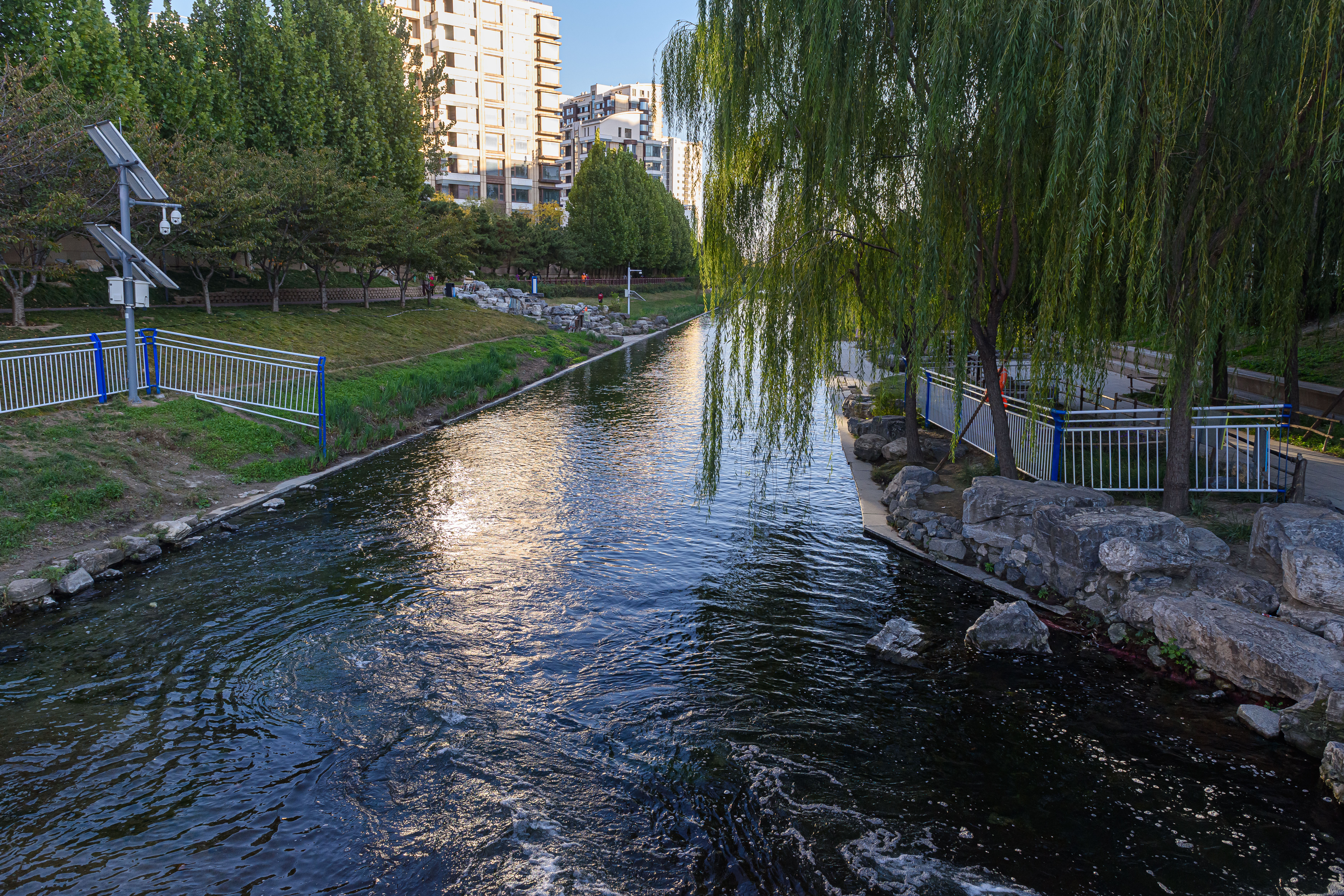
西大望路东南方向的萧太后河起始段

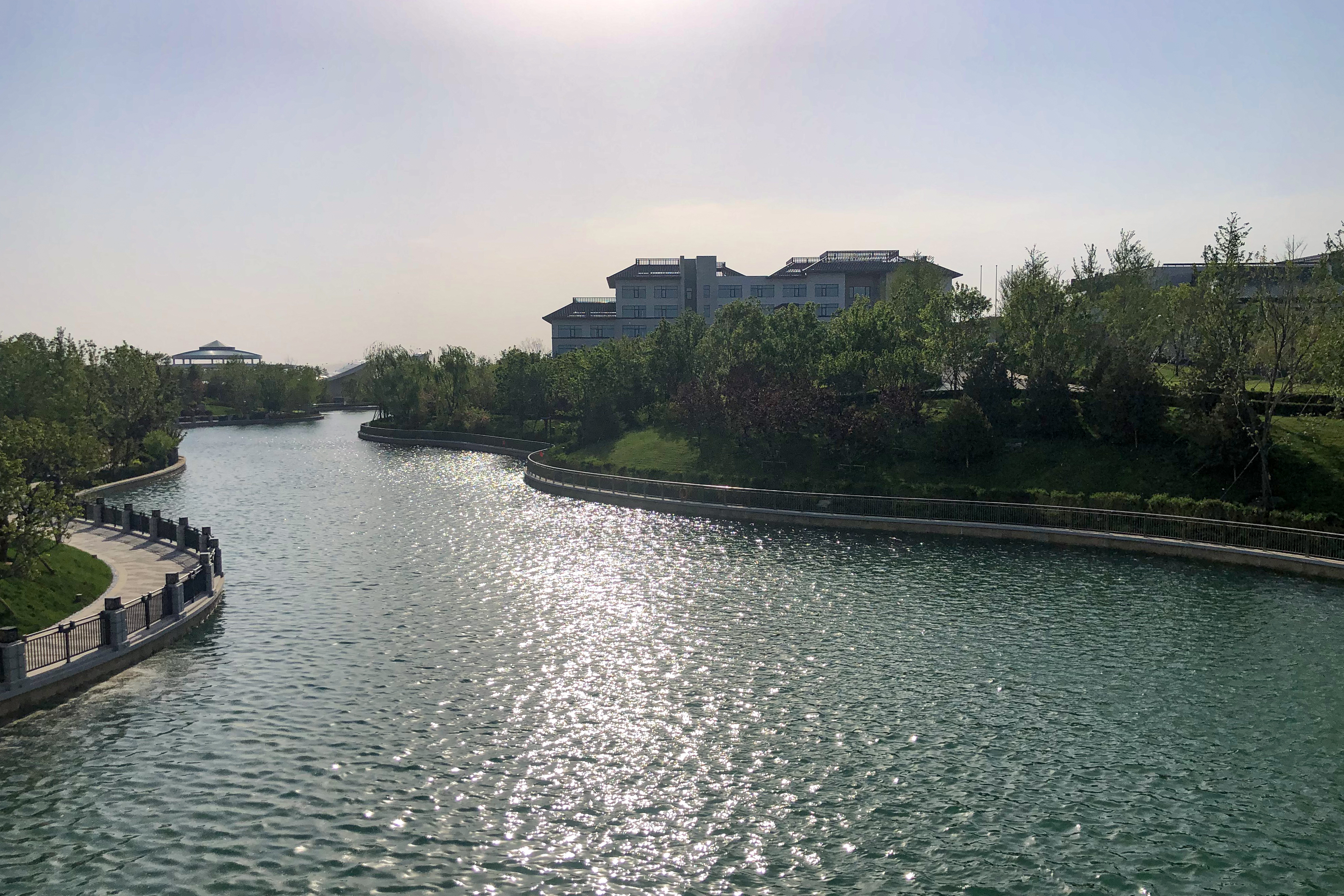
流经北京环球度假区的萧太后河

萧太后河是中國北京市区东南郊的一条河流，汇入通惠排水干渠。
始建于辽代，因萧太后主持开挖而得名，是北京最早开凿的人工运河。主要发源于东南护城河，一个支流源于朝阳区老虎洞（今劲松一带）。从西北流向东南。原来在通县境内汇入凉水河。1958年改建后在朝阳区马家湾村南汇入通惠引水干渠。主河道长11.85公里，流域面积21.83平方公里。是北京市南部城区及朝阳区南部的主要排水通道。
2016年，因应北京环球度假区建设需要，萧太后河在环球度假区范围内改道南移。